# 马恩河畔于西
马恩河畔于西（法語：Ussy-sur-Marne，法語發音：[ysi syʁ maʁn] ⓘ）是法国塞纳-马恩省的一个市镇，属于莫城区。

## 地理
马恩河畔于西（48°57'19"N, 3°4'23"E）面积13.93 平方千米，位于法国法蘭西島大區塞纳-马恩省，该省份为法国北部内陆省份，北起瓦兹省，西接埃松省、马恩河谷省、塞纳-圣但尼省和瓦兹河谷省，南至卢瓦雷省，东南接约讷省，东临马恩省和奥布省，东北接埃纳省。
与马恩河畔于西接壤的市镇（或旧市镇、城区）包括：沙米尼、马恩河畔尚日、拉费泰苏茹阿尔、热涅、圣让莱德瑞莫、萨姆龙、塞特索尔。

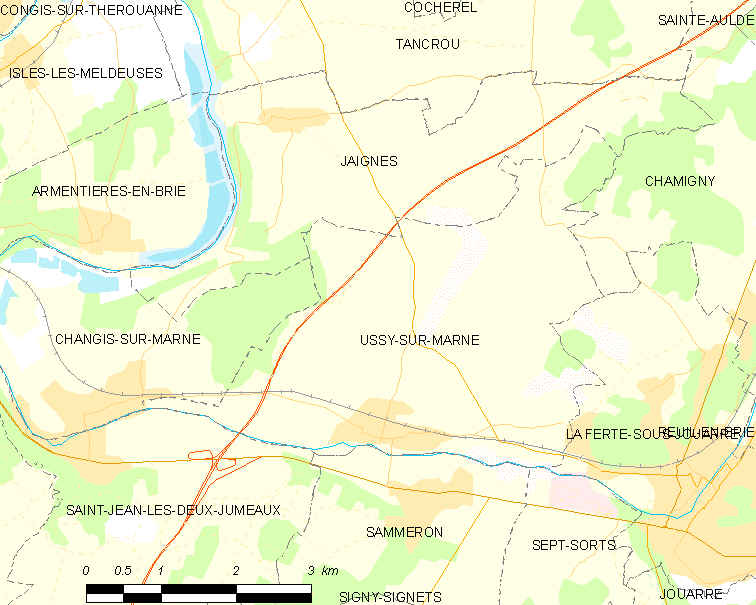
马恩河畔于西的OSM定位图

马恩河畔于西的时区为UTC+01:00、UTC+02:00（夏令时）。

## 行政
马恩河畔于西的邮政编码为77260，INSEE市镇编码为77478。

## 政治
马恩河畔于西所属的省级选区为拉费泰苏茹阿尔县。

## 人口

1962-2008年间马恩河畔于西人口变化图示

马恩河畔于西于2022年1月1日时的人口数量为1063人。